# 戴树智
戴树智（1917年—1980年），男，江苏吴县人，中国火炮专家、导弹、火箭地面设备专家，曾任第七机械工业部第一研究院地面设备研究所副所长兼总工程师、所长。